# Шеманкова, Елена Витальевна
Еле́на Вита́льевна Шеманко́ва — пианистка, клавишница, аккордеонистка групп «Неприкасаемые» и «Red Elvises», также принимала участие в записи сольных работ Гарика Сукачёва. Играет в стилях: джаз, рок, рок-н-ролл, нео-свинг, рокабилли и популярная музыка.

## Биография

### Родители
Елена родилась в семье эстрадно-джазовых музыкантов Виталия Шеманкова (Альт- и сопрано-саксофонист, флейтист, импровизатор и руководитель ансамблей 60-70-х годов) и Натальи Шеманковой (солистка ВИА «Поющие сердца», ВИА «Голубые гитары», музыкальный редактор «Первого канала», создатель и ведущая музыкальной передачи «Золотой шлягер»).

### Учеба, Джаз
Елена окончила с отличием Государственное музыкальное училище эстрадно-джазового искусства имени Гнесиных (Москва) и также с отличием Московский государственный университет культуры и искусств (эстрадно-джазовый факультет) по классу фортепиано, лауреат джазовых фестивалей России и Европы. Во время учебы создала джаз-квартет (в составе: Елена Шеманкова, Николай Мирошник, Михаил Прокушенков, Ильдар Абдрашитов) который с успехом выступал на концертных площадках Москвы, исполняя авторские композиции Елены.

### Чёрно-Белое Кино
В 2005 году организовала ретро-группу «Чёрно-Белое Кино», являлась автором текстов.

### Красные Элвисы (Red Elvises)

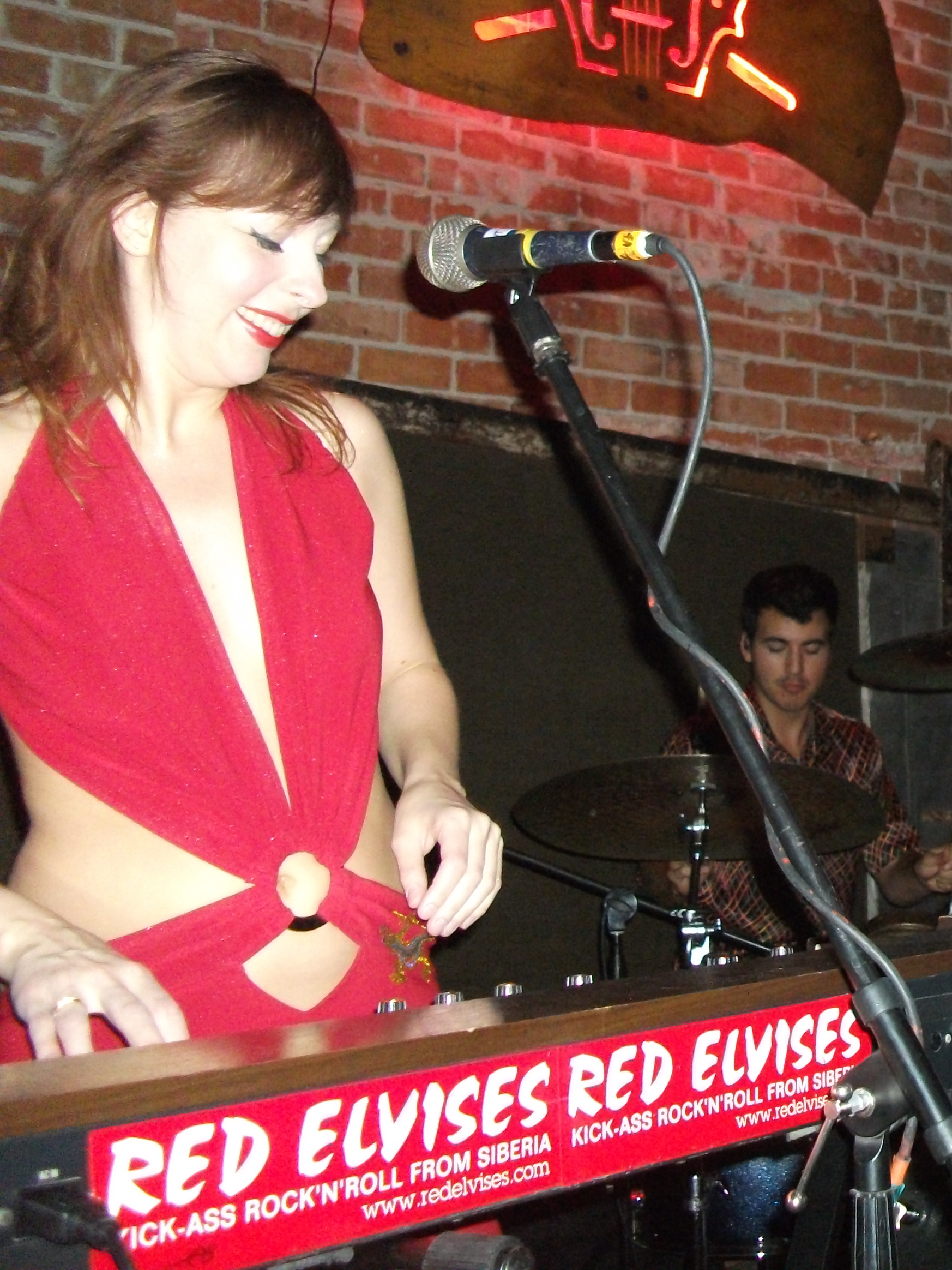
Шеманкова играет в Red Elvises

2006 год явился для Елены переломным — её приглашают играть на клавишных и аккордеоне в группу «Red Elvises». С 2006 по 2010 год Елена отыграла в составе «Red Elvises» более трехсот концертов мирового турне (Северная Америка, Европа, СНГ) включая фестивали «Усадьба Джаз» в Архангельском, «Сотворение Мира» в Перми, «Musikfest» в Бетлехеме. Елена привнесла в «Red Elvises» свой музыкальный и артистический драйв, имеющий успех у поклонников по обе стороны океана. В 2008 году группа приняла участие в записи альбома Drinking With Jesus, совместно с солистом группы Король и Шут Михаилом Горшенёвым.

### Гарик Сукачев
С 2010 года, становится участницей группы «Неприкасаемые». Выступает под псевдонимом Лана Шеманкова.
В составе  «Неприкасаемых» отыграла фестивали Нашествие 2011, 2012, Сотворение Мира 2011, Легенды российского рока 2012, RED ROCKS TOUR 2012 (Лондон, Набережные Челны, Ростов-на-Дону), День независимости России 2010, 2011. Принимала участие в съемках передач на телевидении: Достояние республики (Г.Сукачев, В.Высоцкий), Своя колея, Две звезды, Вечерний Ургант, Квартирник у Маргулиса. В конце 2013 года группа «Неприкасаемые» прекращают своё существование. С 2014 по 2017 гг Елена выступает в коллективах Гарика Сукачева «Оркестр Кампанелла Каменной Звезды» и Бригада С.
В конце 2014 года в эфире НАШЕ-го Радио стартовала песня Гарика Сукачева в исполнении Ланы которая называется «Бойцы».

### Сольная карьера
В 2013 году увидел свет сингл Елены «Я хочу!», куда вошли следующие композиции: Я хочу!, Плен воспоминаний, Мне все равно, Кто она, Завтра.

## Дискография
- 2004 — Steamengine — «+7(095)Swing»
- 2008 — Red Elvises — «Drinking With Jesus»
- 2009 — АБЛОМ — «@ Гагарин летит!»
- 2011 — АБЛОМ — «Za!`Aблakaмu»
- 2011 — АБЛОМ — «Гонки на ДирижаБлях 15»
- 2012 — Red Elvises — «Live in Montana (2009)»
- 2013 — Гарик Сукачев И Неприкасаемые – Внезапный Будильник
- 2014 — Гарик Сукачев  – Мой Высоцкий
- 2019 — Гарик Сукачев  – 246
- 2019 — Acoustic rain  – Предчувствие дождя